# Shane Stone

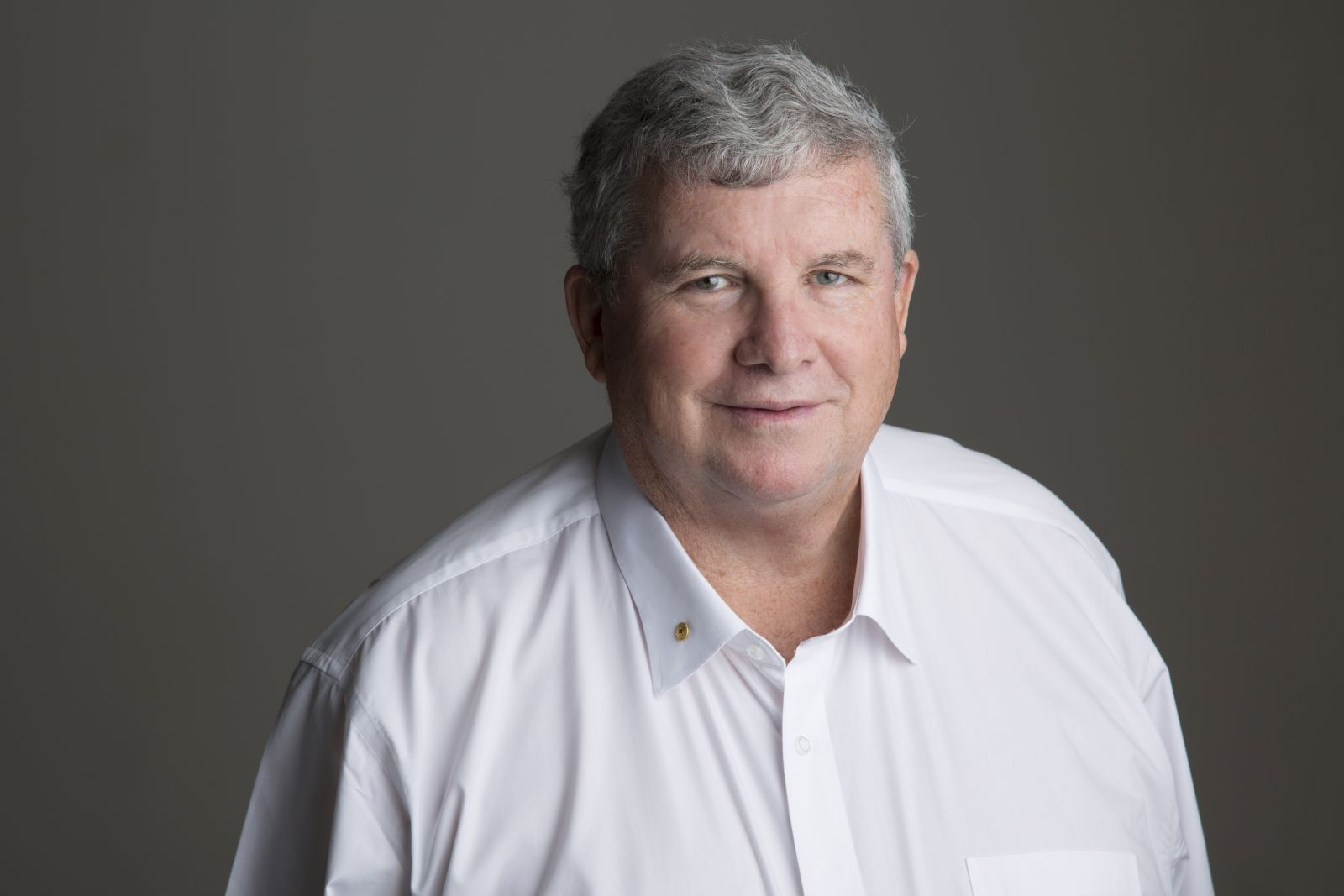
Shane Stone

Shane Leslie Stone QC AC PGDK (* 1950 in Bendigo, Victoria) ist ein australischer Politiker der Liberal Party of Australia und ehemaliger Chief Minister des Northern Territory.

## Leben
Stone ist Sohn eines Lehrers und wuchs in Wodonga auf, wo seine Mutter als erste Frau Mitglied des Stadtrates wurde.
Er war ursprünglich 1971 Mitglied der Country Party, wechselte 1982 zur Liberal Party und trat nach seinem Umzug ins Northern Territory der dortigen Country Liberal Party (CLP) bei.
Bei den Wahlen für die Legislativversammlung des Territoriums kandidierte er zunächst 1987 erfolglos für den Wahlkreis Sadadeen, wurde aber 1988 zum Vorsitzenden der CLP gewählt. Bei den Wahlen am 27. Oktober 1990 wurde er zum Abgeordneten der Legislativversammlung des Northern Territory gewählt und vertrat bis zu seinem Rücktritt am 21. Februar 2000 dort den Wahlkreis Port Darwin.
Nur wenige Tage später wurde er am 13. November 1990 von Chief Minister Marshall Perron zum Minister für Bildung und Künste, Beschäftigung und Ausbildung, Bergwerke und Energie, Beziehungen mit Asien und Handel sowie Generalstaatsanwalt in dessen Kabinett berufen.
Am 26. Mai 1995 wurde er schließlich als Perrons Nachfolger selbst Chief Minister des Northern Territory und übernahm daneben auch weiterhin die Leitung einiger Ressorts. In seiner Eigenschaft als Generalstaatsanwalt wurde er im Oktober 1997 auch zum Kronanwalt (Queen’s Counsel) berufen. Im Oktober 1998 erlitt er wegen eines kurz zuvor eingebrachten umstrittenen Verfassungsentwurfs eine Abstimmungsniederlage bei einem Referendum. Während seiner Amtszeit führte er auch eine Verschärfung des Strafrechts ein. Am 8. Februar 1999 trat er von seinem Amt als Chief Minister zurück, nachdem es zuvor zu parteiinterner Kritik vor allem von Hinterbänklern der CLP wegen seines Arbeitsstils und mangelnden Popularität kam. Kurz darauf wurde er jedoch für eine Zeit Präsident der Liberal Party of Australia. Für seine Verdienste wurde ihm am 1. Januar 2001 anlässlich des 100-jährigen Bestehens des Australischen Bundes die Centenary Medal verliehen.
Am 12. Juni 2006 wurde Stone im Rahmen der Birthday Honours „für seine Verdienste in der Politik zur Stärkung der Beziehungen zwischen den Regierungen von Bundesstaat und Bundesterritorium, die Förderung der bilateralen Beziehungen zwischen Australien und der Asien-Pazifik-Region sowie in der Öl- und Gasindustrie“ zum Companion des Order of Australia (AC) ernannt.